# Dubrovsky
Dubrovsky (tiếng Nga: Дубровский) là một cuốn tiểu thuyết còn dang dở và chưa bao giờ xuất bản của A.S.Pushkin, ra đời năm 1833.
Nguyên bản tác phẩm chưa được đặt tên, thay vào đó, tên này được A.S.Pushkin viết ngày 21 tháng 10 năm 1832. Chương cuối cùng hoàn thành ngày 21 tháng 10 năm 1833.

## Chuyển thể
- Dubrovsky (phim, 1835)
- Kẻ cướp quý phái Vladimir Dubrovsky (phim truyền hình, 1989)